# Gerald du Maurier

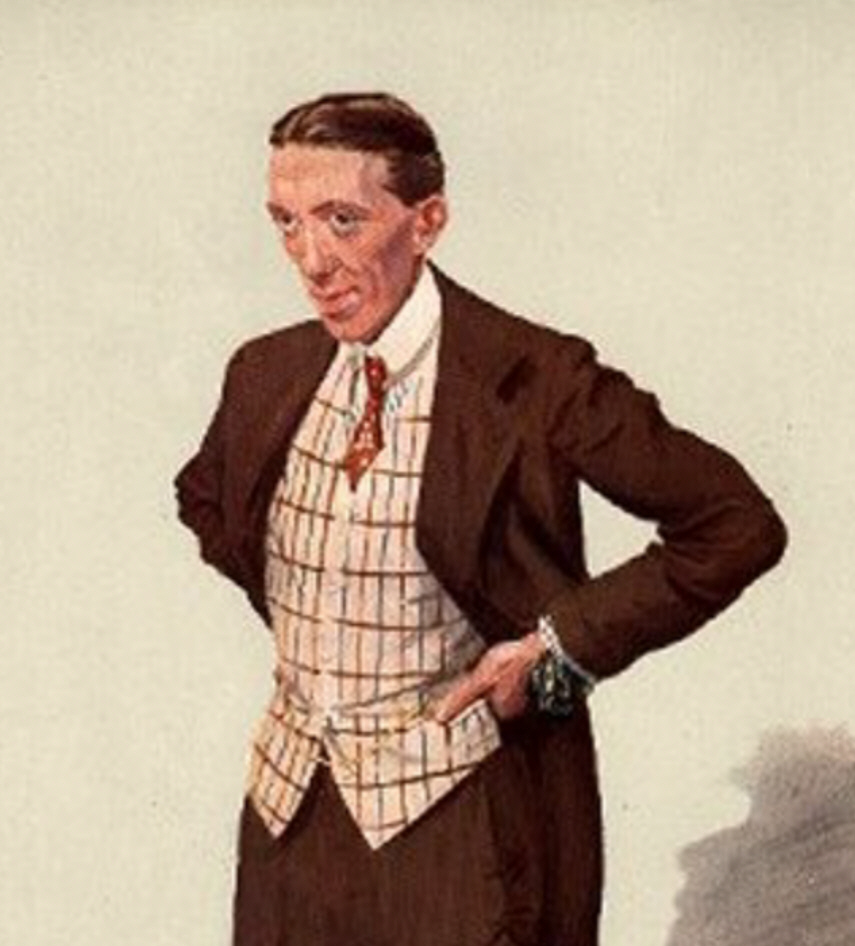
Gerald du Maurier, Karikatur von Spy für Vanity Fair

Sir Gerald Hubert Edward Busson du Maurier (* 26. März 1873 in London, England; † 11. April 1934 ebenda) war ein englischer Theaterintendant, Bühnen- und Filmschauspieler.

## Leben
Gerald du Maurier war der Sohn des Schriftstellers und Zeichners George du Maurier.
Die erste Rolle hat Du Maurier im Jahr 1894 am Garrick Theatre bekommen. Ruhm brachte ihm die Rolle im Theaterstück The Admirable Crichton von J. M. Barrie im Jahr 1902. Er spielte auch den Captain Hook in der Premiere von Barries Stück Peter Pan im Jahr 1904. Von 1910 bis 1925 war er Leiter des Wyndham’s Theatre.
Im Jahr 1922 wurde er für seine Verdienste als Knight Bachelor geadelt.
Du Maurier war seit 1902 mit der Schauspielerin Muriel Beaumont (1881–1957) verheiratet. Er war der Vater der Schriftstellerinnen Angela du Maurier (1904–2002), Daphne du Maurier (1907–1989) sowie der Malerin Jeanne du Maurier (1911–1997).

## Filmografie
- 1917: Everybody's Business
- 1917: Justice
- 1917: Masks and Faces
- 1920: Unmarried
- 1930: Escape!
- 1932: Lord Camber's Ladies
- 1933: Ich war Spion (I Was a Spy)
- 1934: Jud Süß (Jew Süss)
- 1934: Katharina die Große (The Rise of Catherine the Great)
- 1934: The Scotland Yard Mystery